# Coulter
Coulter és una població dels Estats Units a l'estat d'Iowa. Segons el cens del 2000 tenia 262 habitants.

## Demografia
Segons el cens del 2000, Coulter tenia 262 habitants, 105 habitatges, i 66 famílies. La densitat de població era de 41,3 habitants per km².
Dels 105 habitatges en un 29,5% hi vivien nens de menys de 18 anys, en un 51,4% hi vivien parelles casades, en un 8,6% dones solteres, i en un 37,1% no eren unitats familiars. En el 27,6% dels habitatges hi vivien persones soles el 9,5% de les quals corresponia a persones de 65 anys o més que vivien soles. El nombre mitjà de persones vivint en cada habitatge era de 2,5 i el nombre mitjà de persones que vivien en cada família era de 3,14.
Per edats la població es repartia de la següent manera: un 27,9% tenia menys de 18 anys, un 7,6% entre 18 i 24, un 26,3% entre 25 i 44, un 20,6% de 45 a 60 i un 17,6% 65 anys o més.
L'edat mediana era de 37 anys. Per cada 100 dones de 18 o més anys hi havia 110 homes.
La renda mediana per habitatge era de 35.208 $ i la renda mediana per família de 38.958 $. Els homes tenien una renda mediana de 26.538 $ mentre que les dones 20.625 $. La renda per capita de la població era de 14.056 $. Entorn del 13,4% de les famílies i el 18,4% de la població estaven per davall del llindar de pobresa.

## Poblacions més properes
El següent diagrama mostra les poblacions més properes.